# Celithemis eponina
A Celithemis eponina a rovarok (Insecta) osztályának a szitakötők (Odonata) rendjébe, ezen belül az egyenlőtlen szárnyú szitakötők (Anisoptera) alrendjébe és a laposhasú acsák (Libellulidae) családjába tartozó faj.

## Előfordulása
A Celithemis eponina előfordulási területe Észak-Amerika keleti fele, Kanadától egészen Mexikóig, valamint a Karib-térség egyes szigetei. Az elterjedési területén gyakorinak és közönségesnek számít. A délebbi, melegebb területeken egész évben látható.

## Megjelenése
Kis méretű szitakötő. Szárnyfesztávolsága 38–40 milliméter. A sárga-fekete mintázatú szárnyainak köszönhetően könnyen felismerhető.

## Életmódja
A mocsaras területeket választja élőhelyéül. A hím nem területvédő; a vizek szélén, magasabb helyekre leszállva türelmesen várja a nőstények érkezését. A párosodás főleg reggel történik meg.